# Towards a season of peace
Toward a season of peace is een compositie van Richard Danielpour.
Danielpour haalde de inspiratie voor dit oratorium uit de religieuze boeken, die de bewoners van het Midden Oosten zowel binden als scheiden. Zowel de bijbel, thora als koran spreken zich uit over vrede, maar waar de bijbehorende religies voorkomen is al jaren een strijdtoneel. Danielpour is zelf van Iraanse komaf, maar geboren in de Verenigde Staten. Spring (lente) wordt hier gebruikt als aanduiding van een nieuw begin. De première van het werk vond dan ook plaats op 22 maart 2012, het begin van de lente en het Perzische NieuwjaarLentefeest (Noroez).
Alhoewel geschreven in 2011 is van hedendaagse klassieke muziek geen sprake; het is geschreven in een (neo-)romantische stijl. Danielpour gebruikte religieuze teksten maar ook de poëzie van Jalal ad-Din Rumi komt voorbij. Het werk valt in drie delen uiteen:
1. Deel 1:
  1. Annunciation
  2. Vision
  3. Celebration
2. deel 2:
  1. Atonement
3. deel 3:
  1. Consecration
  2. Parable
  3. Apotheosis

De eerste uitvoering van het werk vond plaats op 22 maart 2012 in de "Renée and Henry Segerstrom Concert Hall" in Costa Mesa, Californië, alwaar een reletief grote Iraanse gemeenschap woont. De uitvoerenden van toen lieten het direct vastleggen voor een compact disc die twee jaar later bij Naxos verscheen:
- soliste: Hila Plitmann
- Pacific Chorale
- Pacific Orchestra
- leiding John Alexander (koor) en Carl St. Clair (algehele leiding)